# Hindlingen
Hindlingen je francouzská obec v departementu Haut-Rhin v regionu Grand Est. V roce 2018 zde žilo 630 obyvatel.

## Poloha obce
Obec leží u hranic departementu Haut-Rhin s departementem Territoire de Belfort, tedy i u hranic regionu Grand Est s regionem Burgundsko-Franche-Comté.
Sousední obce jsou: Friesen, Fulleren, Hirtzbach, Largitzen, Lepuix-Neuf (Territoire de Belfort), Mertzen, Strueth a Suarce (Territoire de Belfort).

## Vývoj počtu obyvatel
Počet obyvatel